# Parc national de Plaisance
Het parc national de Plaisance is een provinciaal park van de provincie Quebec. Het bestrijkt een gebied van 28,1 km² en is gelegen op de noordelijke oever van de Ottawa nabij de stad Plaisance. Dit park werd in 2002 opgericht om een deel van de moerassen van de Ottawarivier te beschermen. Het is ook een belangrijke verzamelplaats voor de grote Canadese gans.
Het park wordt beheerd door de regering van Quebec door middel van de Société des établissements de plein air du Québec (SÉPAQ).